# Середнє Шадбегово
Середнє Шадбе́гово (рос. Среднее Шадбегово) — присілок в Ігринському районі Удмуртії, Росія.

## Населення
Населення — 181 особа (2010; 184 в 2002).
Національний склад станом на 2002 рік:
- удмурти — 98 %

## Урбаноніми[3]
- вулиці — Лісова, Мала, Молодіжна, Польова, Центральна